# آني إم. بريغز
آني إم. بريغز هي ممثلة كندية، ولدت في 1988 في كندا.

## وصلات خارجية
- آني إم. بريغز على موقع IMDb (الإنجليزية)
- آني إم. بريغز على موقع قاعدة بيانات الفيلم (الإنجليزية)